# 曽我彰彦
曽我 彰彦（そが あきひこ、1971年 - ）は、日本のワイン醸造家。小布施ワイナリーのオーナー。映画化された小説作品「ウスケボーイズ 日本ワインの革命児たち」のモデルのひとり。

## 概略
1971年、長野県に三代続く、小布施ワイナリーを家業とする曽我家の長男として出生。明治大学農学部卒業後、山梨大学大学院総合研究部附属ワイン科学研究センターで修士号を取得。
新潟のカーブドッチ・ワイナリーで栽培・醸造を学んだ後、趣味としてブランデー製造も手掛け、カベルネ、メルローなどの畑も拡大した。更に、単身渡仏し、1997年にブルゴーニュ地方ヴォーヌ・ロマネで、1998年にシャブリ村ロンデパキで栽培と醸造について研鑽を積み、帰国後に小布施ワイナリーの栽培・醸造の責任者となった。
北海道余市町の「ドメーヌ・タカヒコ」の経営者、曽我貴彦は実弟であり、日本ワイナリーアワード主催の「第1回日本ワイナリーアワード 2018」に於いては兄弟同時で五つ星を獲得した。
マスメディアの取材は受けない他、海外コンクールへの出品は行っておらず、国産ワインコンクールへの出品も2015年以降行っていない。

## 受賞歴
「日本ワイナリーアワード」
- 「第1回 2018」 五つ星
- 「第2回 2019」 五つ星
- 「第3回 2020」 五つ星

「日本ワインコンクール」
- 「第1回 2003」 金賞
- 「第6回 2008」 金賞
- 「第7回 2009」 金・欧州系カテゴリー賞
- 「第9回 2011」 金賞
- 「第9回 2011」 金賞
- 「第11回 2013」 金賞
- 「第14回 2016」 金賞

## 曽我をモデルにした小説・映画
河合香織作のノンフィクション「ウスケボーイズ 日本ワインの革命児たち」は曽我の他、山梨学院大学大学院で同窓の岡本英史（明治大学農学部でも同窓）、城戸亜紀人の3人が日本ワインに革命を挑む姿を描き、2009年に小学館ノンフィクション大賞を受賞した。また、2018年には映画化され、マドリード国際映画祭で最優秀外国語映画作品賞と最優秀外国語映画主演男優賞を受賞した。